# مویلان-ان-ایولین
مویلان-ان-ایولین (به فرانسوی: Meulan-en-Yvelines) یک منطقهٔ مسکونی در فرانسه است که در canton of Mureaux واقع شده‌است. مویلان-ان-ایولین ۳٫۴۶ کیلومتر مربع مساحت دارد ۲۵ متر بالاتر از سطح دریا واقع شده‌است.
مویلان یک کمون (فرانسه) در ایولین دپارتمان‌های فرانسه در ایل-دو-فرانس، ناحیه‌های فرانسه در شمال مرکزی فرانسه است.
این منطقه میزبانی مسابقات قایقرانی بادبانی در بازی‌های المپیک تابستانی ۱۹۰۰ و بازی‌های المپیک تابستانی ۱۹۲۴ را بر عهده داشت.

## خواهرخوانده
- کیلسیت, لانارکشر شمالی, اسکاتلند
- تاوف کیرشن (بای مونشن), آلمان
- Arraiolos, پرتغال

شهرهای بالا با مویلان خواهرخوانده هستند.